# UTF-8
UTF-8 je eden izmed načinov kodiranja mednarodnega nabora znakov unicode, pri katerem znaki ASCII ostanejo enozložni, ostali znaki pa lahko zasedajo več zlogov.

## Iz zgodovine
Nabor je iznašel Kenneth »Ken« Thompson 2. septembra 1992 med večerjo s svojim sodelavcem Robom »Commanderjem« Pikom. Moža nista bila zadovoljna z izvirnim naborom UTF, ki je temeljil na standardu ISO 10646. Ob obedu si je Thompson zamislil bitno pakiranje (bit-packing) novega nabora, ki bi omogočal 16-bitne znake. Še isto noč je Thompson napisal kodo, Pike pa se je silovito poglobil v zapis C in grafične knjižnice. Naslednji dan je bila koda pripravljena in začela sta pretvarjati besedilne datoteke v samem sistemu. Od tu naprej so zgodbo pisali drugi, saj se tvorca nista ukvarjala z zgodovino. (Povzeto po Pikovem elektronskem zapisu, 30. april 2003 )
V omenjenem viru je zgled kode, ki nakazuje algoritme za obojestransko pretvorbo med tedaj obstoječim sistemom UCS in novim.